# Maladie de König
«  Ostéochondrite disséquante » redirige ici. Pour les autres significations, voir Ostéochondrite et Chondrite (médecine).
 Mise en garde médicale
La maladie de König, ou ostéochondrite disséquante (OCD), est une altération pouvant conduire à une nécrose d'une zone de cartilage articulaire et de l'os sous-jacent,.
C'est un trouble articulaire dans lequel des fissures se forment dans le cartilage et dans l'os sous-condral. L'OCD est causée par un défaut de circulation sanguine dans l'os sous-chondral. Cet arrêt de perfusion entraine la mort du cartilage par un processus appelé nécrose avasculaire.

## Épidémiologie
La maladie touche des personnes sportives d'environ 13 ans d'âge moyen et préférentiellement au niveau du genou (bilatérale dans 25 % des cas).

## Classification anatomo-radiologique
- Stade 1 : lacune
  - 1a : niche bien limitée, dense
  - 1b: image intra-lacunaire dense
- Stade 2 : nodule

Nodule dense, cartilage fermé
- Stade 3 : séquestre en grelot

Cartilage ouvert
- Stade 4 : corps étranger articulaire

## Signes fonctionnels
- Douleur 80 % : mécanique, imprécise, profonde, absente au repos
- Boiterie
- Pseudo blocage ou vrai blocage si séquestre

## Examen physique
- Hydarthrose (stade 3 et 4 car le cartilage est ouvert)
- Limitation des amplitudes articulaires en flexion et extension
- Signe de Axhausen : douleur lors de la pression de bas en haut sur le genou à 90°
- Signe de Wilson : douleur lors du passage de la flexion à l'extension en rotation interne

## Examens paracliniques
- Radiographies standards : face, profil, défilé fémoro-patellaire à 30°
- Arthrotomodensitométrie
- IRM

## Diagnostic différentiel
- Poly-ostéochondrose des condyles fémoraux
- Fracture ostéochondrale

## Traitements conservateurs
Jusqu'au stade 3
- Repos sportif
- Immobilisation (2 à 6 mois)
- Décharge pendant la période douloureuse

## Traitement chirurgical
Stade 4, échec traitement conservateur, stade 2 après 15 ans
- Forage (ou « perforation ») du fragment[3]
- Fixation du fragment et greffe spongieuse
- Ablation du séquestre
- Greffes de cartilage[4]